# Opwelling (oceanografie)

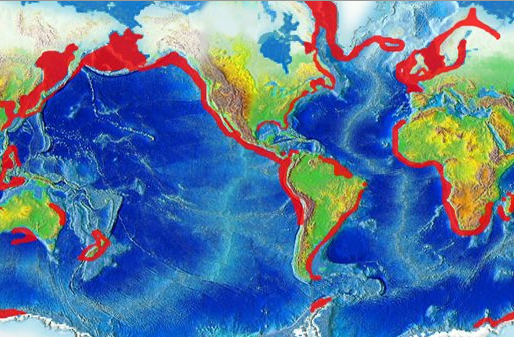
Gebieden met opwelling in het rood

Opwelling bij de kust door Ekmantransport dwars op de wind op het zuidelijk halfrond

Opwelling in de Zuidelijke Oceaan

Opwelling is een verticale zeestroming, een oceanografisch fenomeen waarbij koud water opstijgt. Het opwellende water brengt mineraalrijk water naar boven van de zeebodem, wat aan fytoplankton voedingsstoffen biedt, zodat gebieden van opwelling rijk aan leven zijn. In oceaangebieden zonder opwelling verdwijnen nutriënten doordat organisch materiaal met daarin de mineralen naar de bodem zinkt. Alleen in de opwellingszones kunnen deze mineralen weer beschikbaar komen voor algengroei.

## Kustopwelling
De bekendste vorm van opwelling vindt plaats onder de kust. Wind die over het zeeoppervlak waait, veroorzaakt een schuifspanning waardoor de waterdeeltjes meegesleept worden, afhankelijk van de windsterkte. De hierdoor opgewekte driftstroom ondervindt de invloed van het corioliseffect waardoor op het noordelijk halfrond een afwijking naar rechts ontstaat en op het zuidelijk halfrond een afwijking naar links. Dit resulteert in een oppervlaktestroom die theoretisch 45° afwijkt van de windrichting. In de praktijk ligt dit tussen de 20° en de 45°. Ditzelfde effect treedt dieper in de waterkolom ook op – de Ekmanspiraal genaamd – waardoor de stroomrichting uiteindelijk omdraait. Dit punt wordt de wrijvingsdiepte genoemd. De stroomsnelheid is daar nog maar 4% ten opzichte van de oppervlaktestroming. Het resulterende massatransport of Ekmantransport is dwars op de wind, wat weer aanleiding is voor een gradiëntstroom. De uiteindelijke zeestroom is een resultante van de driftstroom en de gradiëntstroom.
Direct aan de kust kan de stroming niet veel anders dan parallel aan de kust lopen. Als de wind ook min of meer parallel aan de kust loopt, treedt iets verder van de kust Ekmantransport op. Als dit van de kust af is, zorgt dit voor een divergentie en daarmee voor een opwelling.
Belangrijke opwellingsgebieden zijn:
- bij de zuidwestkust van Afrika waar de Benguelastroom ontstaat;
- bij de noorwestkust van Afrika waar de Canarische stroom ontstaat;
- bij de kust van Chili en Peru waar de Perustroom ontstaat;
- bij de kust van Californië waar de Californische stroom ontstaat;
- bij Kaap Guardafui aan de oostkust van Afrika tijdens de ZW-moesson;
- rond Antarctica waar de westenwindgordel een Ekmantransport naar het noorden veroorzaakt.

Als het Ekmantransport naar de kust toe is, treedt convergentie en daarmee een neerdaling van water op. De richting van het Ekmantransport hangt af van de windrichting en op welk halfrond dit zich afspeelt. Dit treedt onder andere op ten oosten van Labrador en Groenland.

## Equatoriale opwelling
Bij de evenaar waait passaat uit het noord- en zuidoosten convergerend naar de evenaar. Het resulterende Ekmantransport divergeert westelijk weg van de evenaar. Deze divergentie wordt aangevuld met een koude opwelling.

## Orkaanopwelling
Bij een lagedrukgebied heeft de wind een cyclonale circulatie. Bij een langzaam voortbewegende orkaan kan de daaruit resulterende divergentie een opwelling tot gevolg hebben. Het koude water kan dan uiteindelijk de orkaan verzwakken. Andersom kan een hogedrukgebied van een subtropische cel een convergerende beweging tot gevolg hebben waarbij het waterniveau in het centrum tot een meter stijgt en het water neerdaalt. Dit treedt onder andere op in de Sargassozee.